# Katsuyoshi Kuwahara
Katsuyoshi Kuwahara (桑原 勝義 Kuwahara Katsuyoshi?,  nacido el 30 de mayo de 1944 en Shizuoka) es un exfutbolista japonés que se desempeñaba como delantero.
En 1965, Kuwahara jugó 2 veces para la selección de fútbol de Japón.

## Trayectoria

### Clubes
| Club               | País  | Año         |
| ------------------ | ----- | ----------- |
| Nippon Light Metal | Japón | ???? - ???? |
| Nagoya Mutual Bank | Japón | ???? - 1971 |

### Selección nacional
| Selección | País  | Año  |
| --------- | ----- | ---- |
| Absoluta  | Japón | 1965 |

## Estadística de equipo nacional
| Selección de Japón | Selección de Japón | Selección de Japón |
| Año                | Part.              | Goles              |
| ------------------ | ------------------ | ------------------ |
| 1965               | 2                  | 0                  |
| Total              | 2                  | 0                  |